# Байер, Александр
Алекса́ндр Ба́йер (нем. Alexander Beyer; род. 24 июня 1973, Эрфурт) — немецкий киноактёр. Известен по ролям в фильмах «Тишина после выстрела» (Die Stille nach dem Schuss, 1999) Фолькера Шлёндорфа, «Солнечная аллея» Леандера Хаусмана, «Величайшее изобретение Грегора» (Gregors groesste Erfindung, 2001) Йоханнеса Кифера, который был номинирован  в 2002 году на премию Американской киноакадемии в номинации «лучший игровой короткометражный фильм», а также трагикомедии Вольфганга Беккера «Гуд бай, Ленин!» (2003). Живёт и работает в Цюрихе и Берлине.

## Фильмография
- 1997: Капитан из Кёпеника (реж. Франк Байер)
- 1998: Tatort — Brandwunden (реж. Детлев Рёнфельд)
- 1998: Спецотряд «Кобра 11» — Gift
- 1999: Солнечная аллея (реж. Леандер Хаусман)
- 2000: Тишина после выстрела (реж. Фолькер Шлёндорф)
- 2000: Schimanski — Schimanski muß leiden (реж. Матиас Гласнер)
- 2001: Heinrich der Säger (реж. Клаус Гитингер)
- 2001: Величайшее изобретение Грегора (реж. Йоханнес Киефер)
- 2001: Bella Block — Bitterer Verdacht (реж. Дагмар Хирц)
- 2002: Halbe Miete (реж. Марк Оттикер)
- 2003: Гуд бай, Ленин! (реж. Вольфганг Беккер)
- 2003: Eierdiebe (реж. Роберт Швентке)
- 2003: Sophiiiie! (реж. Майкл Хоффман)
- 2003: hamlet_X (реж. Герберт Фрицш)
- 2003: Hierankl (реж. Ганс Штайнбихлер)
- 2005: Siebenstein (реж. Аренд Агте)
- 2005: 3° kälter (реж. Флориан Хоффмайстер)
- 2005: Мюнхен (реж. Стивен Спилберг)
- 2007: Ein unverbesserlicher Dickkopf (реж. Михаель Фауст)
- 2007: Война и мир, телесериал (реж. Роберт Дорнхельм)
- 2007: Ленинград, телесериал (реж. Александр Буравский)
- 2009: Die Rebellin (реж. Ута Вьеланд)
- 2009: Lulu & Jimi (реж. Оскар Рёлер)
- 2009: Summertime Blues (реж. Мари Райх)
- 2010: Карлос (реж. Оливье Ассаяс)
- 2010: Transit (реж. Филипп Лайнеманн)
- 2010: Die Wanderhure (реж. Хансйорг Турн)
- 2011: Der Staatsanwalt — Fluch der Bilder (реж. Михаэль Крайндл)
- 2011: Карл и Берта (реж. Тиль Эйдеманн)
- 2011: Телефон полиции — 110, телесериал
- 2011: Tatort: Ein ganz normaler Fall (реж. Торстен С.Фишер)
- 2012: Спецотряд «Кобра 11» — Бессовестный
- 2015: Германия-83, телесериал.
- 2018: Маленькая барабанщица, телесериал.
- 2018: Германия-86
- 2020: Уроки фарси
- 2021: Операция «Мясной фарш» (реж. Джон Мэдден)
- 2022: Быть Сальвадором Дали (реж. Мэри Хэррон)